# Višnjeva (Czarnogóra)
Višnjeva (cyr. Вишњева) – wieś w Czarnogórze, w gminie Kotor. W 2011 roku liczyła 12 mieszkańców.